# Ranunculus heuffelii
Ranunculus heuffelii är en ranunkelväxtart som beskrevs av Sóo. Ranunculus heuffelii ingår i släktet ranunkler, och familjen ranunkelväxter. Inga underarter finns listade i Catalogue of Life.